# 罗口溪
罗口溪位于中华人民共和国福建省西南部的一条河流，是闽江主源沙溪右岸支流。源流称童坊河，发源于龙岩市长汀县童坊镇黄坊村东南长壁山，蜿蜒向北流至红明村东车转东流，至连城县北团镇（连城县境内也称北团河）转东北流，经三明市清流县南部地区，于清流县田源乡罗口新村（罗口煤矿）以东注入沙溪安砂水库库区。河长114千米，流域面积2019平方千米，河道平均比降2.7‰。